# 三重脑
三重腦假說（triune brain）是一個由美國醫生、神經科學家保羅·D·麥克萊恩所提出，用以描述脊椎動物前腦與行為的演化過程的模型。此模型將人類的前腦分為三個各自具有有主觀性、智能、空間與時間感的腦區。
麥克萊恩最初在1960年代建構此模型，並且在他1990年出版的書三重腦的演化裡提出了這個假說。三重腦包含爬行動物腦複合體（reptilian complex）即基底节（basal ganglia）、古哺乳動物腦複合體複合體（paleomammalian complex）即邊緣系統（limbic system）、新哺乳動物腦複合體複合體（neomammalian complex）即新皮質（neocortex），它們在演化的過程中逐步加入前腦的結構。然而，這個假說在2000年代後已不被主流神經科學界採納。卡爾·薩根在1977年獲得普立茲獎的著作伊甸之龍使得三重腦假說廣為大眾所悉。這個理論被某些精神醫學家與情感神經科學家所接受。

## 理論

### 爬行動物腦複合體
麥克萊恩所謂的爬行動物腦複合體，又稱作R複合區、爬蟲腦，即為現今所稱的基底核。爬行動物腦複合體在腦部發育時衍生自前腦底部。選用這個術語是因為神經解剖學家曾經相信此結構主宰爬蟲類與鳥類的前腦。麥克萊恩認為爬行動物腦複合體負責物種的典型本能行為，諸如侵略、支配、領域行為與儀式化行為。有時爬行動物腦複合體會主導腦部的活動，從而導致較原始的行為。此一現象即使是在人類身上亦可能發生。發育良好、正常的新皮質會監視爬行動物腦複合體的活動。就演化的角度而言，爬行動物腦複合體是大腦最原始的成功結構，同時，本結構為哺乳動物與爬行動物所共有大腦的最高級部分。

### 古哺乳動物腦複合體
古哺乳動物腦複合體由中隔、杏仁核、下視丘與海馬迴組成。麥克萊恩最初是在1952年的論文中以邊緣系統稱呼這一組互相連結的腦部結構。學界普遍認為麥克萊恩最大的貢獻在於提出邊緣系統，並將其視為主要的功能結構。麥克萊恩主張此一結構是在早期哺乳動物的前腦演化出來的(因此稱之為古哺乳動物腦複合體)，且此結構負責覓食、生殖與育幼行為的動機與情緒。

### 新哺乳動物腦複合體
新哺乳動物腦複合體由大腦新皮質組成，這種結構只在高等哺乳類動物，特別是人類身上出現。麥克萊恩認為，哺乳動物大腦最近一次演化出的結構即為新哺乳動物腦複合體。該演化事件造成了高等哺乳動物的語言、抽象思考、計劃與認知能力。

## 現況
麥克萊恩最初是以路德維希·愛丁格、伊莉莎白·C·克羅斯比、查爾斯·朱德森·赫里克等人在二十世紀初期完成的比較神經解剖學的研究為基礎，在1960年代提出了三重腦假說。1980年代，嶄新的神經解剖學技術被用於動物腦波的監測，也成為了當時學界對於神經解剖學的興趣復甦的原因之一。神經解剖學的傳統觀念被後續的研究成果推翻，使得麥克萊恩的假說頓失所依。
比方說，研究發現爬蟲類與鳥類(合稱蜥型綱)的基底核(自前腦底部發育而來的組織，構成麥克萊恩理論中的爬行動物腦複合體)小於原先預測的尺寸，且爬行動物腦複合體除了在哺乳類與蜥型綱的身上出現以外，也同樣存在於兩生類與魚類身上。由於在所有現代脊椎動物身上都能找到爬行動物腦複合體，它的演化過程必須追溯回脊椎動物的共祖，也就是超過5億年前，而非最初的爬蟲類。
將蜥型綱生物的行為視為固定且儀式化的傳統觀點(如同麥克萊恩在他的理論說所引述)，已不被近期的一些動物行為學研究支持。鳥類能夠表現出高等而複雜的認知能力，諸如新喀鴉製作工具的行為，以及非洲灰鸚鵡類似語言的分類、組織能力。麥克萊恩認為最早是在早期哺乳動物前腦出現的邊緣系統，如今已被證實廣泛地存在於現代脊椎動物身上。古哺乳動物腦複合體的特徵，即育幼行為，同樣出現在許多鳥類與某些魚類的行為中。因此，古哺乳動物腦複合體的演化也理應追溯回脊椎動物的共祖。
最後，無論是以古生物學或比較解剖學為基礎，近期的研究皆明確地指出新皮質在哺乳動物的演化初期便已存在。此外，縱使非哺乳動物並不具有嚴格意義上的新皮質(包含前腦頂部，由六層神經元所組成的結構)，牠們仍然具有皮質區。某些在非哺乳動物身上存在的皮質區甚至被認為與哺乳動物的新皮質同源。雖然鳥類與爬蟲類的皮質區不具有六層的結構，牠們的腹側皮質(哺乳動物新皮質的同源衍生物)通常具有三層由神經元構成的組織。如同新皮質與端腦結構之間神經解剖學上的聯繫，哺乳類與鳥類的端腦與其相關結構相互連通。哺乳動物與鳥類腦中的這些連結調控相似的功能，諸如知覺、學習與記憶、決策、運動以及觀念性思考。

## 迴響
某些比較神經科學家認為，使用三重腦模型並系統化哺乳類腦部的方法過於簡化。然而這個假說因為簡單而長久廣受歡迎。雖然三重腦理論在許多關於大腦活動、結構、演化的細節上不甚精確，它仍不失為一個值得參考且近似事實的描述：新皮質涉及高級認知，包含計畫、模仿與佯裝；邊緣腦指涉所有和育幼、互利以及其他在哺乳動物演化階段出現的各種行為(包括社會行為)相關的腦部組織；爬行動物腦複合體指的則是負責領域行為、儀式化行為以及其他 "爬蟲"行為的腦部結構。三重腦模型提供了一個易於解釋腦部結構與功能的方法，這使它在比較之下更具吸引力。同時，它的複雜度能夠有效地幫助高中生開始投入腦科學的研究。
霍華德·布盧姆在路西法原理中，對於人類行為在特定層面上的解釋參考了三重腦的概念。在亞瑟·庫斯勒晚期的創作中，許多作品都以三重腦的概念為主題，特別是The Ghost in the Machine。英國小說家朱利安·巴恩斯在1982年在她遇見我以前一書的前言中引述了麥克萊恩的三重腦理論。彼得·A·萊文在喚醒老虎：治癒創傷中使用三重腦理論的觀念，解釋他所提出用於創傷治療的身體經驗療法。
葛琳妲·李·霍夫曼在The Secret Dowry of Eve, Women's Role in the Development of Consciousness中參考並進一步地發展麥克萊恩提出的三重腦理論。她在關於人類行為以及衍生的問題的理論中，將新皮質區分為前額葉與新皮質的其他部分。前額葉具有整合的功能，個體能夠藉由各腦區的合作獲得益處。許多人的爬行動物腦複合體(負責領域行為與生殖行為，在人類身上則以力量與性的方式展現)不受控制，杏仁核則會催化恐懼心理，並導致更糟糕的行為。如果我們能夠妥善運用前額葉的功能，它將會是我們未來的關鍵。